# Orton (Eden)
Orton is een civil parish in het bestuurlijke gebied Eden, in het Engelse graafschap Cumbria. In 2001 telde het dorp 594 inwoners.